# Armenia (Salvador)
Pour l’article homonyme, voir Armenia.
Armenia est une municipalité située dans le département de Sonsonate au Salvador.
La ville fut le lieu de naissance de Consuelo de Saint-Exupéry, épouse d'Antoine de Saint-Exupéry.

## Administration
La municipalité est divisée en neuf cantons :
- Azacualpa
- El Cerro
- El Guayabo
- El Rosario
- La Puerta
- Las Crucitas
- Las Tres Ceibas
- Los Mangos
- Valle Nuevo